# Gare de Diou (Allier)
Pour les articles homonymes, voir Gare de Diou.
La gare de Diou (Allier) est une ancienne gare ferroviaire française de la ligne de Moulins à Mâcon, située sur le territoire de la commune de Diou, dans le département de l’Allier, en région Auvergne-Rhône-Alpes.
Ouverte en 1869 par la Compagnie des chemins de fer de Paris à Lyon et à la Méditerranée (PLM), elle est fermée au service des voyageurs en 2010 par la Société nationale des chemins de fer français (SNCF). 
Elle est désormais desservie par des cars TER Auvergne-Rhône-Alpes.

## Situation ferroviaire
Établie à 230 mètres d'altitude, la gare de Diou est située au point kilométrique 34,119 de la ligne de Moulins à Mâcon entre les gares de Dompierre-Sept-Fons et de Gilly-sur-Loire

## Histoire
La gare de Diou est mise en service le 10 mai 1869 par la Compagnie des chemins de fer de Paris à Lyon et à la Méditerranée (PLM), lorsqu'elle ouvre à l'exploitation la troisième et dernière section de Digoin à Moulins, de sa « ligne de Chagny à Moulins ».
Après la création de la Société nationale des chemins de fer français (SNCF) en 1938, la ligne prend le nom de ligne de Moulins à Mâcon, n°770000.
Elle est fermée le 10 décembre 2011 à la suite de la mise en place du cadencement par RFF : seul un arrêt était possible entre Moulins et Gilly-sur-Loire.

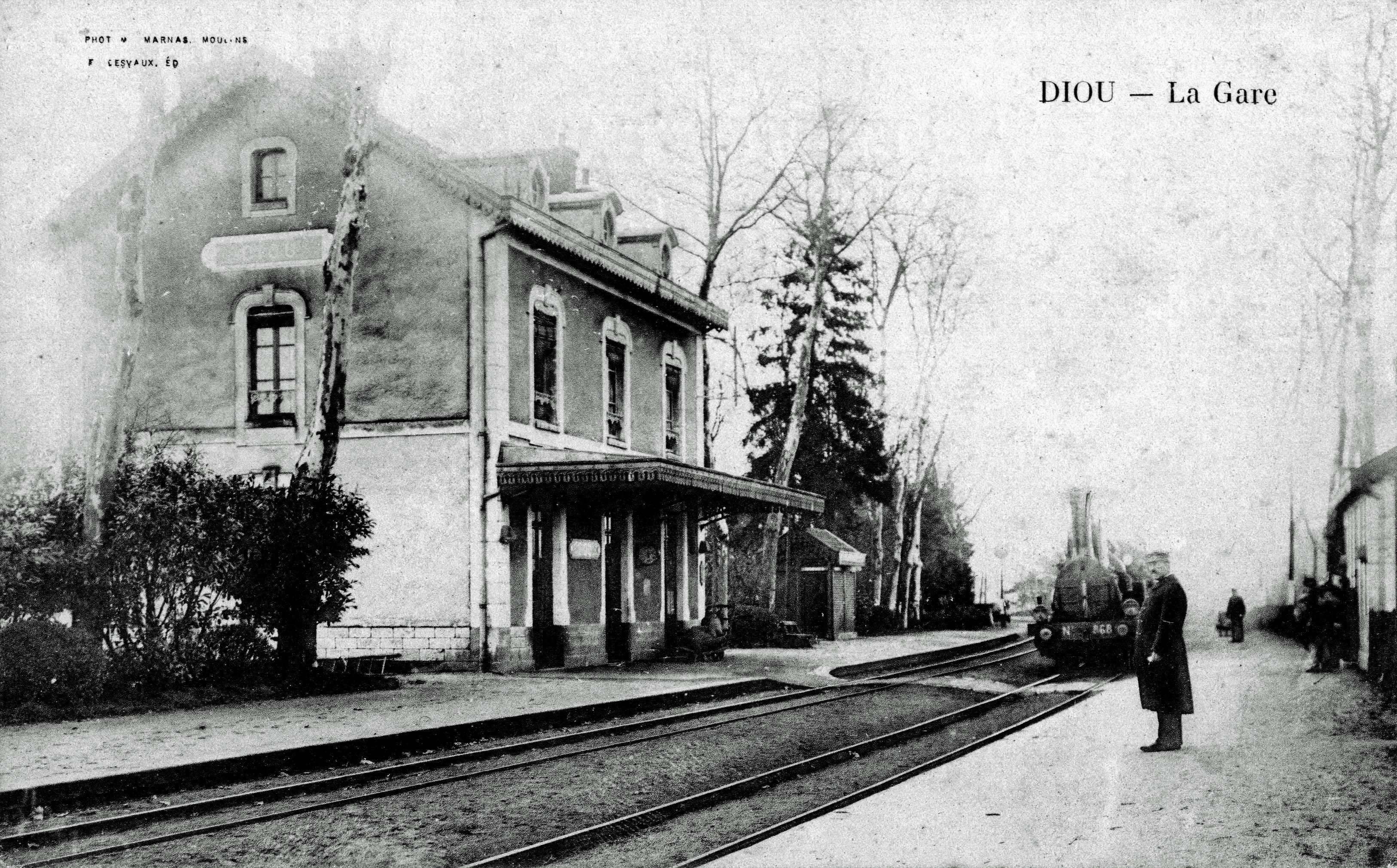
La Gare dans les années 1900

## Desserte routière de substitution
Elle est desservie par des cars TER, effectuant la relation de Moulins à Paray-le-Monial.

## Patrimoine ferroviaire
L'ancien bâtiment voyageurs désaffecté du service ferroviaire.